# Podhum, Podgorica
Podhum este un sat din municipiul Podgorica, Muntenegru. Conform datelor de la recensământul din 2003, localitatea are 240 de locuitori (la recensământul din 1991 erau 279 de locuitori).

## Demografie
În satul Podhum locuiesc 152 de persoane adulte, iar vârsta medie a populației este de 30,6 de ani (29,9 la bărbați și 31,3 la femei). În localitate sunt 48 de gospodării, iar numărul mediu de membri în gospodărie este de 5,00.
|  |

| Demografie | Demografie | Demografie |
| An         | Locuitori  | Locuitori  |
| ---------- | ---------- | ---------- |
|            |            |            |
|            |            |            |
|            |            |            |
|            |            |            |
| 1948       | 100        |            |
| 1953       | 121        |            |
| 1961       | 162        |            |
| 1971       | 216        |            |
| 1981       | 268        |            |
| 1991       | 279        | 224        |
| 2003       | 303        | 240        |

| \| Componența etnică conform recensământului din 2003[2] \| Componența etnică conform recensământului din 2003[2] \| Componența etnică conform recensământului din 2003[2] \| Componența etnică conform recensământului din 2003[2] \| Componența etnică conform recensământului din 2003[2] \| \| ----------------------------------------------------- \| ----------------------------------------------------- \| ----------------------------------------------------- \| ----------------------------------------------------- \| ----------------------------------------------------- \| \| \| \| \| \| \| \| Albanezi \| Albanezi \| \| 218 \| 90,83% \| \| Muntenegreni \| Muntenegreni \| \| 21 \| 8,75% \| \| Sârbi \| Sârbi \| \| 1 \| 0,41% \| \| necunoscută \| necunoscută \| \| 0 \| 0% \| |              |  |     |        |
| Componența etnică conform recensământului din 2003 |              |  |     |        |
| |              |  |     |        |
| Albanezi | Albanezi     |  | 218 | 90,83% |
| Muntenegreni | Muntenegreni |  | 21  | 8,75%  |
| Sârbi | Sârbi        |  | 1   | 0,41%  |
| necunoscută | necunoscută  |  | 0   | 0%     |